# Algot Mattsson
Algot Mattsson, född 17 augusti 1918, död 17 oktober 1998, var en svensk informationschef, politiker och författare verksam i Göteborg.

## Biografi
Mattsson avlade studentexamen 1940 och genomgick officersutbildning samt var en tid knuten till den militära underrättelsetjänsten. 1943 blev han journalist på Göteborgs Morgonpost och 1947 tillträdde han som pressombudsman på Svenska Amerika Linien. Så småningom utnämndes han till informationschef vid Broströmskoncernen och kom i denna position att ha en stor insyn i en händelserik period i svensk shipping i allmänhet och Broströms i synnerhet.
Mattsson lämnade Broströms vid 60 års ålder och gav kort därefter (1980) ut boken Huset Broström: bilder ur ett världsföretag. Hans sanningslidelse innebar att han bokstavligen vandrade ut i kylan, vilket inte hindrade honom från att 1984 ge ut Huset Boström: en dynastis uppgång och fall, och som pensionär kom han att ge ut ytterligare ett antal böcker. Hans sista bok blev Dansen kring guldkalven, där han med envishet och grävande journalistik kartlade guldets vägar under andra världskriget.
Mattsson var även verksam som politiker i Göteborg under flera decennier, och var under tolv år moderaternas ordförande.

### Familj
Algot Mattsson är far till journalisten Britt-Marie Mattsson.